# Oliver Birhof
Oliver Birhof (1. maj 1968. Karlsrue) je bivši nemački fudbaler koji je igrao na poziciji napadača. Prvi je igrač koji je postigao zlatni gol u istoriji velikih fudbalskih takmičenja, i to za nemačku reprezentaciju na Euru 1996.

## Karijera
Karijera mu je trajala od 1985. do 2003. Igrao je u klubovima KFC Uerdingen, HSV, Borusija Menhengladbah, Austria Salzburg, Askoli, Udineze, AC Milan, AS Monako i Kjevo Veronu. Ukupno je postigao zavidna 103 gola u italijanskoj Seriji A. U sezoni 1997/98. je postigao, za italijanski bunker, neverovatnih 27 golova.
Za razliku od uspeha u Italiji, u Bundesligi se nije proslavio. Videvši da u svojoj domovini nema izgleda za dobru karijeru, sreću je okušao u Austriji. Dobre partije u Austriji su mu dale priliku u Askoliju, gradu u Italiji. No, pod Albertom Zakeronijem u Udineseu njegov se talent rasplamsao, postao je slavan, što mu je konačno donelo mogućnost da nastupi u dresu nemačke reprezentacije. Zanimljivo, nikada se nije vratio u domovinu da pokaže svoj napredak, kao što je napravio Klinsman u Bajernu 1995. godine.
Postigao je 37 golova za Nemačku, uključujući oba gola za pobedu protiv Češke u finalu Evra 96, nakon što je ušao kao zamena i savladao golmana Češke Petra Koubu. Takođe je igrao na Euru 2000. i SP-u 1998. i SP-u 2002. godine.
Birof trenutno trenira Nemačku reprezentaciju kao desna ruka Klinsmana. Rešava sva pitanja sa javnošću i skautira igru protivničkog tima.
Tokom svoje fudbalske karijere izgradio je reputaciju jednog od najboljih pucača glavom na svetu. U fudbalskim sredinama se i danas govori da je njegov udarac glavom bio jači i od vlastitog udarca nogom.

## Spoljašnje veze
- Službena stranica